# (289586) Shackleton
(289586) Shackleton ist ein Asteroid des inneren Hauptgürtels, der vom Schweizer Physiklehrer und Amateurastronomen Michel Ory am Jura-Observatorium (IAU-Code 185) in Vicques im Kanton Jura am 3. April 2005 entdeckt wurde. Ory war Direktor des Observatoriums. Eine unbestätigte Sichtung (2003 UT289) des Asteroiden hatte es schon am 28. September 2003 im Rahmen des Spacewatch-II-Projektes am Kitt-Peak-Nationalobservatorium in Arizona gegeben.
Im weiteren Sinne gehört der Asteroid zur Nysa-Gruppe, einer nach (44) Nysa benannten Gruppe von Asteroiden (auch Hertha-Familie genannt, nach (135) Hertha).
(289586) Shackleton ist nach dem britischen Polarforscher Ernest Shackleton benannt. Die Benennung erfolgte am 10. Dezember 2011. Nach Ernest Shackleton war schon 1994 ein Mondkrater der südlichen Mondhemisphäre benannt worden: Mondkrater Shackleton.